# Huljesjön, Medelpad
Huljesjön är en sjö i Sundsvalls kommun i Medelpad och ingår i Ljungans huvudavrinningsområde. Sjön är 26,2 meter djup, har en yta på 1,12 kvadratkilometer och är belägen 165,4 meter över havet. Sjön avvattnas av vattendraget Svartån.

## Delavrinningsområde
Huljesjön ingår i det delavrinningsområde (692300-155848) som SMHI kallar för Utloppet av Huljesjön. Medelhöjden är 227 meter över havet och ytan är 8,27 kvadratkilometer. Räknas de 8 avrinningsområdena uppströms in blir den ackumulerade arean 52,04 kvadratkilometer. Svartån som avvattnar avrinningsområdet har biflödesordning 3, vilket innebär att vattnet flödar genom totalt 3 vattendrag innan det når havet efter 49 kilometer. Avrinningsområdet består mestadels av skog (79 procent). Avrinningsområdet har 1,12 kvadratkilometer vattenytor vilket ger det en sjöprocent på 13,5 procent.